# Карвелас, Никос
Никос Карвелас (греч. Νίκος Καρβέλας, 8 сентября 1951 года, Пирей) — продюсер, певец, известный греческий композитор, автор большинства самых известных хитов Анны Висси.

## Жизнеописание
Занимался музыкой с 5 лет. Учился в Афинском университете на юридическом факультете. В студенческие годы он основал рок-группу под влиянием The Beatles и The Rolling Stones. Впервые стал известен своими композициями в конце 1970-х годов.
В 1980 году он познакомился с известной киприотской певицей Анной Висси. В 1983 году они поженились. Их первый совместный альбом «Κάτι Συμβαίνει» («Что-то случилось») принёс Анне чрезвычайно громкий успех.
Карвелас много работает как композитор и автор текстов. Кроме множества песен, которые он написал для Анны, он также специально для неё сочинил первую греческую рок-оперу «Δαίμονες» («Демоны»). Она была основана на либретто Ставроса Сидераса и шла на сцене театра Аттикон в Афинах в течение двух лет. Опера была показана на различных зарубежных телеканалах и привлекла внимание агентов с Бродвея.
С начала 80-х годов Анна записала с Никосом более 14 альбомов.
Карвелас также успешно сотрудничает с Толисом Воскопулосом и Сакисом Рувасом, Пасхалисом Терзисом.
В девяностые годы Карвелас провел много времени в Лондоне. 
С 2011 года сотрудничает с Heaven Music. Никос Карвелас проводит живые выступления со своей рок-группой, которые имеют собственный уникальный, харизматичный и совершенно уникальный стиль.
В 2011 году вышел новый альбом Карвеласа «Όλα είναι στο μυαλό», в который вошли его собственные песни и дуэт с Лакисом Пападопулосом.

## Личная жизнь
От первого брака с Анной Висси у него есть дочь София . Есть 2 внука - Никос и Нестор.

С 2006 года Карвелас поддерживал отношения с популярной телеведущей Аннитой Паниа (Αννίτα Πάνια).

29 апреля 2010 года Карвелас женился на ней. В 2016 году они развелись.
. 

Их сына зовут Андреас (01.01.2008).

В последние годы состоял в отношениях с певицей Эленой Ферентину (Έλενα Φερεντίνου), у них есть сын (11.04.2022) .

## Дискография
Никос Карвелас является создателем крупнейших хитов и многих из самых красивых песен греческой музыки последних четырех десятилетий.
Альбомы:
- 1985 — Nick Carr
- 1985 — Δεν Παντρεύομαι
- 1986 — Σα Δίσκος Παλιός
- 1987 — Όλα ή Τίποτα
- 1988 — Δημόσιες Σχέσεις
- 1989 — Τσούζει…
- 1990 — Διαβολάκι
- 1991 — Ο Τελευταίος Χορός
- 1991 — Δαίμονες
- 1992 — Εμείς
- 1992 — Οίκτο!
- 1995 — 25 Ώρες
- 1996 — Το Άρωμα της Αμαρτίας
- 1997 — Ο Πιο Ευτυχισμένος Άνθρωπος Πάνω στη Γη
- 1998 — Ένα Χρόνο το Περισσότερο
- 2000 — Όλα Είναι Εντάξει
- 2001 — Ρομπότ
- 2002 — Μάλα — Η Μουσική του Ανέμου
- 2006 — Θρίλερ
- 2008 — Τρακτέρ
- 2009 — Αντίο Χειμώνα
- 2011 — Ολα Είναι Μεσ' το Μυαλό